# Pol Rosell
Pol Rosell Costa (Vic, 17 augustus 1991) is een Spaans autocoureur. Hij is tweevoudig winnaar van de Seat Leon Eurocup.

## Carrière
Rosell begon zijn autosportcarrière in 2007 in het karting. In 2008 stapte hij over naar het formuleracing, waarbij hij derde werd in de Fórmula Júnior FR2.0 Portugal. Dat jaar reed hij ook in de Portugal Winter Series FR2.0 en de Formule Renault 2.0 WEC. Tussen 2008 en 2010 kwam hij ook uit in de Spaanse Seat León Supercopa, waarbij zijn beste resultaat in het kampioenschap een vierde plaats was in zijn laatste seizoen.
Tussen 2011 en 2013 kwam Rosell uit in de International GT Open, het Spaanse GT-kampioenschap en de Winter Series by GT Sport, waarbij hij de GT Light-klasse won van het Spaanse kampioenschap in 2011 en in de International GT Open en het Spaanse kampioenschap vierde werd in 2013.
In 2014 maakte Rosell zijn debuut in de hernieuwde Seat Leon Eurocup voor Baporo Motorsport. Ondanks dat hij slechts één race won, op de Salzburgring, zorgde zijn constante finishes ervoor dat hij tot kampioen werd gekroond met 68 punten. In 2015 bleef hij voor Baporo rijden en won hij het kampioenschap opnieuw, ditmaal met vier overwinningen op het Autódromo do Estoril, de Red Bull Ring, het Autodromo Nazionale Monza en het Circuit de Barcelona-Catalunya. Tijdens dat seizoen maakte hij ook zijn debuut in de nieuwe TCR International Series voor het Liqui Moly Team Engstler in de eveneens debuterende Volkswagen Golf TCR tijdens het raceweekend op de Red Bull Ring. Omdat hij zich als tiende kwalificeerde voor de eerste race, mocht hij in race 2 vanaf pole position vertrekken. Deze pole position zette hij om in een overwinning, waardoor hij het seizoen afsloot als vijftiende met 27 punten.